# Cirencester Town F.C.
Cirencester Town F.C. là một câu lạc bộ bóng đá Anh tọa lạc ở Cirencester, Gloucestershire. Hiện tại CLB là thành viên của Southern Football League Premier Division và chơi trên sân nhà Corinium Stadium. CLB là hội viên của Gloucestershire County FA.

## Lịch sử
Cirencester Town Football Club thành lập vào tháng 10 năm 1889. Họ là thành viên sáng lập của Gloucestershire County League mùa giải 1968–69, nhưng gia nhập Hellenic League Premier Division mùa sau đó. Cirencester xuống hạng Division One năm 1978, và duy trì ở đó cho đến khi xếp thứ 2 ở mùa giải 1990–91; thăng hạng Premier Division. Mùa sau đó họ tiếp tục xếp thứ 2, và mùa 1995–96 lên ngôi vô địch, thăng hạng Southern League Southern Division. Mùa giải 1999–2000, đội bóng chuyển sang Western Division. Cirencester Town được thăng hạng Premier Division sau khi kết thúc mùa giải 2003–04 ở vị trí thứ 3. Họ xuống lại South and West Division năm 2008, nhưng trở lại Premier Division mùa giải 2009–10 sau chiến thắng ở playoff. CLB lại xuống hạng năm 2012. Sau khi vô địch Southern League South and West Division mùa giải 2013-14, Cirencester trở lại Premier Division cho mùa giải 2014/15.

## Mùa giải
Đây là 5 mùa giải gần đây nhất của Cirencester Town.
| Năm     | Giải đấu                                           | Cấp độ | Trận | Thắng | Hòa | Thua | GF | GA | GD  | Điểm | Vị thứ                      | Vua phá lưới  | Vua phá lưới | FA Cup | FA Cup | FA Trophy | FA Trophy | Số khán giả trung bình |
| Năm     | Giải đấu                                           | Cấp độ | Trận | Thắng | Hòa | Thua | GF | GA | GD  | Điểm | Vị thứ                      | Tên           | Số bàn thắng | Res    | Rec    | Res       | Rec       | Số khán giả trung bình |
| ------- | -------------------------------------------------- | ------ | ---- | ----- | --- | ---- | -- | -- | --- | ---- | --------------------------- | ------------- | ------------ | ------ | ------ | --------- | --------- | ---------------------- |
| 2009-10 | Southern Football League Division One South & West | 8      | 40   | 23    | 8   | 9    | 91 | 46 | +45 | 78   | 5/21 Thăng hạng nhờ playoff |               |              | QR3    | 3-1-1  | QR1       | 0-0-1     |                        |
| 2010-11 | Southern Football League Premier Division          | 7      | 40   | 13    | 8   | 19   | 59 | 67 | -8  | 47   | 13/21                       | Jody Bevan    | 17           | QR1    | 0-1-1  | R1        | 3-2-1     | 144                    |
| 2011-12 | Southern Football League Premier Division          | 7      | 42   | 7     | 9   | 26   | 40 | 78 | -38 | 30   | 22/22 Xuống hạng            | Scott Griffin | 6            | QR1    | 0-0-1  | QR2       | 1-0-1     | 122                    |
| 2012-13 | Southern Football League Division One South & West | 8      | 42   | 15    | 13  | 14   | 54 | 57 | -3  | 57*  | 11/22                       |               |              | PR     | 0-0-1  | PR        | 0-0-1     |                        |
| 2013-14 | Southern Football League Division One South & West | 8      | 42   | 29    | 5   | 8    | 95 | 45 | +50 | 92   | 1/22 Thăng hạng             |               |              | QR3    | 3-1-1  | R1        | 1-1-1     |                        |

## Màu sắc
Cirencester được biết đến với trang phục sọc đỏ đen trong suốt lịch sử. Trang phục đội nhà hiện tại của họ gồm áo sọc đỏ đen và quần đen, trong khi đó trang phục sân khách lại có màu xanh dương nhạt.
CLB bắt đầu thi đấu trong màu áo trắng với khăn quàng đỏ từ khi thành lập năm 1889. Năm năm sau, cho đến 1904, trang phục của họ toàn màu trắng với một sọc đỏ ở giữa, sau đó được thay bằng trang phục sọc đỏ trắng cho đến năm 1915.
In the 1916/17 season, they introduced black and red striped kit which has been used ever since.

## Sân vận động
CLB chơi ở sân nhà Corinium Stadium có sức chứa 4,500 người. Gloucester City chia sân với họ từ năm 2008 đến năm 2010 do trận lụt làm ngập sân Meadow Park của họ. Wootton Bassett Town đang chia sân với CLB ở Corinium Stadium.

## Đội hình chính
Ghi chú: Quốc kỳ chỉ đội tuyển quốc gia được xác định rõ trong điều lệ tư cách FIFA. Các cầu thủ có thể giữ hơn một quốc tịch ngoài FIFA.
| Số | VT | Quốc gia | Cầu thủ       |
| -- | -- | -------- | ------------- |
| —  | TM | Wales    | Glyn Garner   |
| —  | HV | Anh      | Adam Corcoran |
| —  | HV | Anh      | Chris Collins |
| —  | TV | Anh      | Tom Etheridge |
| —  | HV | Anh      | Zak Westlake  |
| —  | TĐ | Anh      | Rob Hoskin    |
| —  | TĐ | Anh      | Jonathan Else |
| —  | TĐ | Anh      | Jody Bevan    |

| Số | VT | Quốc gia           | Cầu thủ              |
| -- | -- | ------------------ | -------------------- |
| —  | TV | Anh                | Nathan Davies        |
| —  | TV | Anh                | Jacob Davidge        |
| —  | TV | Anh                | James Mortimer-Jones |
| —  | TĐ | Anh                | Paul Banks           |
| —  | TĐ | Anh                | Mark Draycott        |
| —  | TĐ | Anh                | Josh Spering         |
| —  | TV | Anh                | Ellis Dunton         |
| —  | TĐ | Antigua và Barbuda | Nathaniel Jarvis     |

## Các kỉ lục
- Vị trí cao nhất cấp độ giải đấu: thứ 3 ở Southern League, Western division (cấp độ 7), 2003–04
- Thành tích tốt nhất ở FA Cup: vòng loại thứ 4, 2001–02 và 2003–04
- Thành tích tốt nhất ở FA Trophy: vòng 3, 2002–03
- Thành tích tốt nhất ở FA Vase: đấu lại vòng 3, 1975–76

## Phát triển
Ở mùa giải 2009–10, CLB ra mắt đội dự bị, thi đấu ở hạng đấu dự bị của Hellenic League chủ yếu gồm các cầu thủ trẻ tập luyện cho đội hình chính. Trong mùa giải ra mắt, đội dự bị vô địch Division Two West Reserves và thăng hạng. Sau đó đội bóng kết thúc ở giữa bảng xếp hạng của Reserves West Division One mùa giải 2010–11.
Đội dự bị được giới thiệu lên hạng đấu cao hơn mùa giải 2011–12, thi đấu ở Hellenic League West Division.